# Colobus vellerosus
El colobo ursino (Colobus vellerosus) es una especie de primate catarrino de la familia Cercopithecidae. Se encuentra en Benín, Costa de Marfil, Ghana, Nigeria, y Togo. Su hábitat natural son las tierras bajas húmedas forestales subtropicales o tropicales. Está amenazado por la pérdida de hábitat.